# Aar van de Werfhorst
Aar van de Werfhorst, pseudoniem van Pieter Gerhardus (Piet) Jansen (Gronau, 3 maart 1907 - Wassenaar, 20 januari 1994), was een Nederlandse schrijver en journalist.

## Levensloop
Aar van de Werfhorst werd geboren als kind van Nederlandse ouders die een drogisterij in het Duitse Gronau hadden. Hij groeide meertalig op, met Nederlands, Duits en Nedersaksisch. In zijn jeugd bracht hij veel tijd door in het Ruhrgebied. In de vakanties kwam hij vaak aan de Overijsselse Vecht waar zijn grootouders in Beerzerveld woonden. De Vecht zou later een belangrijke rol spelen in zijn streekromans. Na in Winterswijk in de Achterhoek gewoond te hebben, verhuisde het gezin Van de Werfhorst naar het Twentse  Vriezenveen. Aar van de Werfhorst volgde de kweekschool, maar werd journalist; aanvankelijk in Duitsland. Later ontwikkelde hij zich tot letterkundige. Het pseudoniem Van de Werfhorst ontleende hij aan de achternaam van zijn grootmoeder.
Voor het schrijven van zijn boeken zocht Aar van de Werfhorst meestal de eenzaamheid. Hij schreef onder andere in een molen in Hellendoorn en een huisje in Ommen.
Na de Tweede Wereldoorlog, waarin Van de Werfhorst moest onderduiken, woonde hij samen met SDAP/PvdA-politicus en -minister Hein Vos. Hij werkte ook als diens secretaris.
In de naoorlogse jaren werd Van de Werfhorsts oeuvre populair en zijn boeken werden herhaaldelijk herdrukt. Een aantal van zijn romans en verhalen werd gebundeld in een deel van de Omnibus-serie van uitgeverij De Arbeiderspers.
Na de publicatie van het laatste deel van de romancyclus de Eenzame in 1956 zweeg Van de Werfhorst. Hij schreef nauwelijks meer en publiceerde meer dan twintig jaar geen nieuw werk. Pas ter gelegenheid van zijn zeventigste en tachtigste verjaardag kwamen er kleine bibliofiele uitgaven met relatief nieuw werk. Zijn gezondheid liet te wensen over en zijn laatste jaren was Van de Werfhorst gebonden aan een rolstoel.
Het werk van Van de Werfhorst wordt gerekend tot de nieuwe zakelijkheid.